# Valsad
Valsad, aussi connue sous le nom de Bulsar, est une ville d'Inde situé dans le district de Valsad, dans l'état du Gujarat. Valsad a une population de 68 825 habitants.
Bulsar est la ville d'origine de la famille Bulsara, dont Farrokh Bulsara faisait partie. Ce dernier était plus connu sous le nom de Freddie Mercury.